# 王道元
王道元（1585年—？），字餘量，一字善長，别號洪厓、洪崖，浙江湖州府烏程縣人，明朝政治人物。父王豫，官福建佥事。

## 生平
萬曆三十四年（1606）丙午科應天府乡试第一百二十二名举人，連捷三十五年（1607年）丁未科會試第三名，廷试三甲一百六名進士。礼部观政，本年授苏州府學教授，四十年升国子监助教，四十一年升官工部主事，四十三年为山西考官。历员外郎、郎中。天启二年三月，升为山东布政使司右参政，疏理盐法，三年调南京工部都水司郎中，四年升广东布政使司岭南道左参政。六年八月，升江西按察司按察使，再升本省右布政使。七年五月，转左布政使。崇禎元年正月，被弹劾削职为民闲住。崇祯三年起复补广东右布政使、高肇兵备道，巨寇刘香倡乱九莲山，道元徵兵与虔抚潘曾纮、总兵郑飞黄协力征剿，香就缚。又擒贼陆彦博等，招抚萬余人，升迁福建左布政使，镌职归。起补广东参政，九莲诸山寇起，剿抚互行，逾年乞归卒。

## 家族
曾祖王松。祖父王来聘，封工部主事。父王豫，萬曆五年進士，奉政大夫按察司佥事。母周氏，封安人；継母张氏。具庆下。兄一心、一夔（监生）、道聪。弟道衡。